# El Villar de Arnedo
Pour les articles homonymes, voir Arnedo (homonymie).
El Villar de Arnedo est une commune de la communauté autonome de La Rioja, en Espagne.